# Dundee (Nouveau-Brunswick)
Pour les articles homonymes, voir Dundee (homonymie).
Dundee est un quartier du village d'Eel RIver Crossing, dans le comté de Restigouche, à l'ouest de la province canadienne du Nouveau-Brunswick. Ancien district de services locaux, il fut fusionné le 17 décembre 2014 au village.

## Toponyme

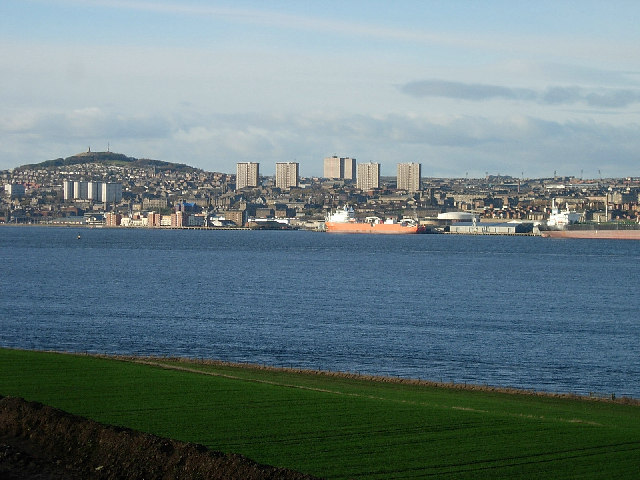
Dundee, en Écosse.

L'origine du nom Dundee n'est pas connue, mais est probablement lié à la ville de Dundee en Écosse car le village fut fondé vers 1830 par des Écossais. Repris par la suite par des Irlandais. C'est pourtant en 2009 que les Acadiens qui y vivent fêtent le 100e anniversaire de fondation de Dundee.

## Géographie
Dundee est situé sur un plateau au pied des Appalaches, à 9 kilomètres de route à l'est de Campbellton.
Dundee est généralement considérée comme faisant partie de l'Acadie.

## Histoire
Dundee est situé dans le territoire historique des Micmacs, plus précisément dans le district de Gespegeoag, qui comprend le littoral de la baie des Chaleurs. Ce territoire était revendiqué d'abord par les Iroquois et ensuite seulement par les Mohawks.
Dundee est colonisé avant 1849 par l'expansion des localités écossaises du littoral.
En 2011, l'école Coin-des-Amis, comme deux autres écoles des environs, ferme ses portes pour être remplacée par une école régionale à Balmoral.
À partir des années 2000, plusieurs résidents souhaitent la fusion du DSL avec le village d'Eel River Crossing. Un plébiscite est organisé à ce sujet le 8 décembre 2014. À l'issue du vote, 71,7 % des électeurs de Dundee ainsi que des portions de la paroisse de Dalhousie, de McLeods et de Dalhousie Junction se prononcent en faveur de l'annexion au village. L'annexion est approuvée par le conseil municipal d'Eel River Crossing le 16 décembre suivant.

## Démographie
D'après le recensement de Statistique Canada, il y avait 789 habitants en 2006, comparativement à 883 en 2001, soit une baisse de 10,6 %. Il y a 324 logements privés, dont 298 occupés par des résidents habituels. Le village a une superficie de 42,13 km2 et une densité de population de 18,7 habitants au kilomètre carré.

## Économie
Entreprise Restigouche a la responsabilité du développement économique.

### Commission de services régionaux
Dundee fait partie de la Région 2, une commission de services régionaux (CSR) devant commencer officiellement ses activités le 1er janvier 2013. Contrairement aux municipalités, les DSL sont représentés au conseil par un nombre de représentants proportionnel à leur population et leur assiette fiscale. Ces représentants sont élus par les présidents des DSL mais sont nommés par le gouvernement s'il n'y a pas assez de présidents en fonction. Les services obligatoirement offerts par les CSR sont l'aménagement régional, l'aménagement local dans le cas des DSL, la gestion des déchets solides, la planification des mesures d'urgence ainsi que la collaboration en matière de services de police, la planification et le partage des coûts des infrastructures régionales de sport, de loisirs et de culture; d'autres services pourraient s'ajouter à cette liste.

### Représentation
Nouveau-Brunswick: Dundee fait partie de la circonscription de Dalhousie—Restigouche-Est, qui est représentée à l'Assemblée législative du Nouveau-Brunswick par Donald Arseneault, du parti libéral. Il fut élu en 2010.
 Canada: Dundee fait partie de la circonscription fédérale de Madawaska—Restigouche, qui est représentée à la Chambre des communes du Canada par Jean-Claude D'Amours, du Parti libéral. Il fut élu lors de la 38e élection générale, en 2004, puis réélu en 2006 et en 2008.

## Vivre à Dundee
Dundee fait partie du sous-district 2 du district scolaire francophone Nord-Est. Les élèves doivent toutefois fréquenter les écoles de Balmoral et de Dalhousie.
Le village compte un centre communautaire. Le détachement de la Gendarmerie royale du Canada le plus proche est à Dalhousie. Cette ville dispose du Centre de santé communautaire Saint-Joseph et d'un poste d'Ambulance Nouveau-Brunswick. Le bureau de poste le plus proche est quant à lui à Eel River Crossing.
L'église Saint-Jean-Marie-Vianney est une église catholique romaine faisant partie du diocèse de Bathurst.
La collecte des déchets et matières recyclables est effectuée par la Commission de gestion des déchets solides de Restigouche. L'aménagement du territoire est de la responsabilité de la Commission d'urbanisme du district de Restigouche.
Les francophones bénéficient du quotidien L'Acadie nouvelle, publié à Caraquet, ainsi qu'à l'hebdomadaire L'Étoile, de Dieppe. Ils ont aussi accès à l'hebdomadaire L'Aviron, publié à Campbellton. Les anglophones bénéficient des quotidiens Telegraph-Journal, publié à Saint-Jean ainsi que de l'hebdomadaire Campbellton Tribune, de Campbellton.

## Culture

### Architecture et monuments
L'église est peinte en blanc avec les arêtes brun-rouge. Le clocher carré est surmonté d'une flèche encadrée de huit clochetons.